# Цар Іван Грозний (фільм)
«Цар Іван Грозний» — радянський історичний художній фільм 1991 року режисера Геннадія Васильєва за мотивами повісті Олексія Толстого «Князь Сєрєбряний». Час дії — царювання Івана Грозного. Фільм складається з двох серій, «Повернення» і «Страти».

## Сюжет
Повернувшись на батьківщину, молодий князь Сєрєбряний дізнається, що за час його відсутності цар Іван Васильович ввів на Русі нові порядки, заснував опричнину, і опричники ім'ям царя вершать беззаконня. Сєрєбряний заступається за селян, на яких напали опричники, заодно звільняючи двох бранців, які опинилися спійманими розбійниками. Приїхавши в Москву, він дізнається також, що його коханій довелося вийти заміж за опального боярина Морозова, щоб її насильно не взяв у дружини ненависний їй опричник Вяземський, який абсолютно збожеволів від пристрасті — навіть їздить на млин чаклувати, страждаючи від нерозділеного кохання до Олени. Впевнений, що і його чекає опала, Сєрєбряний прибуває до царя, але цар милує його завдяки заступництву сина Скуратова Максима і Бориса Годунова.
Незабаром Вяземський з непрямого дозволу царя нападає на будинок Морозова і забирає Олену. Він бере її силою, але від отриманих ран він втрачає свідомість, і жінці вдається втекти. У підсумку вона ховається в монастирі.
Найближчі поплічники царя (Вяземський, Федір Басманов і Малюта Скуратов) плетуть один проти одного інтриги. Басманов, помічаючи, що Іван Грозний охолов до нього, наговорює на Вяземського, ніби той займається чаклунством, маючи намір умертвити царя. При цьому Басманов бере у того ж чаклуна амулет, маючи намір повернути царську любов. Федора, в свою чергу, обумовлює Скуратов. Царя ж переслідують бачення його злодіянь, йому ввижається юродивий Василь, що закликає до його совісті, і його покійна дружина Анастасія, до возз'єднання з якою він марно прагне.
Тим часом Срібний потрапляє до в'язниці за напад на опричників, але його визволяють вдячні йому розбійники і проголошують своїм отаманом. Срібний вмовляє їх кинути розбій і йти воювати із загарбниками-татарами, в бою з якими він здобуває перемогу.
Морозов, який вижив під час нападу, вимагає у царя суду над Вяземським, той оголошує, що справа вирішиться поєдинком — божим судом. Обидва виставляють від свого обличчя поєдинщика, перемагає людина Морозова. Іван Грозний наказує стратити Вяземського, приписавши йому також і заняття чаклунством (зі слів Басманова). Не бажаючи остаточно помилувати Морозова, він призначає його своїм блазнем, щоб принизити. Боярин відкрито викриває царя, і той наказує стратити і його, за зухвалість. За намовою Скуратова, цар звинувачує в чаклунстві і Басманова, і, не звертаючи уваги на його благання, наказує стратити і його (остання кара все ж зривається завдяки юродивому Василю).
Сєрєбряний поспішає відшукати Олену, але вона, змучена страхом і пережитими нещастями, на той час вже прийняла постриг. Князь впадає у відчай.

## У ролях
- Кахі Кавсадзе —  цар Іван Грозний, Василь Блаженний  (озвучив  Сергій Малишевський)
- Ігор Тальков —  князь Микита Романович Сєрєбряний (роль озвучена іншим актором)
- Лариса Шахворостова —  Олена
- Станіслав Любшин —  боярин Дружина Андрійович Морозов
- Андрій Мартинов —  Малюта Скуратов, голова опричників
- Петро Татарицький —  Максим Скуратов, син Малюти
- Андрій Соколов —  Опанас Іванович Вяземський, опричник
- Дмитро Писаренко —  Федір Басманов, опричник
- Андрій Толубєєв —  Борис Годунов
- Микола Крючков —  Коршун, розбійник
- Володимир Антоник —  Ванюха Перстень, отаман розбійників
- Галікс Колчицький —  митрополит Філіп  (озвучив Рогволд Суховерко)
- Валерій Гаркалін —  Васька Грязной, опричник
- Євген Шутов —  Михеїч, слуга князя Сєрєбряного
- Сергій Колесников —  Хлопко, розбійник
- Іван Рижов —  мельник-чаклун (роль озвучена іншим актором)
- Олександр Яковлєв —  Матвій Хомяк, опричник
- Зоя Буряк —  Паша, холопка
- Стефанія Станюта —  Онуфріївна
- Валентина Титова —  настоятелька монастиря
- Сергій Бірюлін —  придворний
- Леонід Філаткін —  кат
- Ольга Дроздова —  Анастасія, перша дружина Івана Грозного
- Микола Сморчков —  стрілець
- Олександр Грунда — епізод
- Валерій Долженков —  розбійник

## Знімальна група
- Режисер — Геннадій Васильєв
- Сценаристи — Валентин Єжов, Геннадій Васильєв
- Оператор — Борис Бондаренко
- Композитор — Олексій Рибников
- Художник — Стален Волков
- Продюсер — Ісмаїл Таги-Заде